# Sheila Leirner
 (novembre 2023).
Si vous disposez d'ouvrages ou d'articles de référence ou si vous connaissez des sites web de qualité traitant du thème abordé ici, merci de compléter l'article en donnant les références utiles à sa vérifiabilité et en les liant à la section « Notes et références ».
Sheila Leirner est critique d'art, journaliste, essayiste, écrivaine et commissaire d'expositions franco-brésilienne, née le 25 septembre 1948 à São Paulo.
Ancien commissaire général de deux Biennales Internationales de Sao Paulo (1985 et 1987), critique pour le journal O Estado de S. Paulo depuis 1974, jury pour diverses manifestations artistiques et conférencière invitée en Amérique latine, Afrique, États-Unis, Asie et Europe, elle vit et travaille à Paris depuis 1991. Elle a publié de nombreux livres, articles et essais.

## Parcours
Sheila Leirner a suivi le cours de Sociologie de l'Art avec Pierre Francastel à la Sorbonne, puis en Sociologie et Urbanisme à l'université de Vincennes et de Cinéma Direct à l'École pratique des hautes études en 68, 69 et 70. Dans le cadre de ses examens de fin d’études, elle a réalisé plusieurs courts métrages sous la direction de Jean Rouch (films appartenant aujourd'hui au Musée de l'Homme).
En 1971, de retour au Brésil, elle est devenue productrice de cinéma sous la direction  de Luiz Sergio Person, critique de cinéma dans la revue Nova et critique d'art dans le journal Última Hora, sous la direction de Samuel Wainer (pt), pendant une des périodes les plus difficiles de la dictature militaire au Brésil.
En 1974, elle a été invitée comme critique d'art au journal O Estado de S. Paulo où elle continue à exercer. Commissaire Général des 18e et 19e Biennales Internationales de Sao Paulo (1985 et 1987), elle a été membre de l'ICOM (International Council of Museums) et représentante de la Galerie nationale du Jeu de Paume pour l'Amérique Latine (1993 à 1996). Auteur, coauteur et organisateur d'une douzaine d'ouvrages, elle a publié de nombreuses présentations, essais et traductions dans des journaux, magazines et suppléments nationaux et internationaux. Membre de jurys et conférencière invitée, elle a réalisé la vidéo Trilogie Amoureuse (dans la collection du Musée d'Art Contemporain de l'université de São Paulo).
À Paris, de 1993 à 2002, elle a été Vice-présidente du Jury international du Prix UNESCO pour la Promotion des arts, présidé par Pontus Hultén ; membre du Comité artistique international de sélection pour les Bourses UNESCO-ASCHBERG, organisé par le "Fonds international pour la promotion de la culture" de l'Unesco et membre de la Commission régionale d'Île-de-France chargée de l'examen des projets du 1 % artistique. Entre Paris et la Bretagne, de 2002 à 2012, Sheila Leirner revint vivre à Paris où elle continue à se dévouer à l'écriture en tant que critique, essayiste, écrivain, mémorialiste et, plus récemment, aussi auteur culinaire.

## Livres
- Visão da Terra, participation à l'anthologie d'essais (Ed. Atelier de Arte e Edições, Rio de Janeiro, 1977)
- Arte como Medida, Collection Debates/Crítica (Ed. Perspectiva, São Paulo, 1983)
- Arte e seu Tempo, Collection Debates/Crítica (Ed. Perspectiva, São Paulo, 1991)
- Enciclopédia Arco Data Latino Americana, coordination de l'Encyclopédie Arco Data Latino Americana (Brésil), Madrid, 1993.
- Ars in Natura, participation à l'anthologie d'essais (Ed. Mazzota, Milano, 1996)
- Horizontes del arte latinoamericano, participation à l'anthologie d'essais (Ed. Tecnos, Madrid, 1999)
- Lateinamerikanische Kunst, participation à l'anthologie d'essais (Ed. Prestel, Munique, 1993)
- Leopoldo Nóvoa (Fundação Caixa Galícia, Corunha, Espanha, 1999)
- Cadernos de Literatura Brasileira - Instituto Moreira Salles (en) (Numero 15, dédié à Millôr Fernandes)
- Céu acima - Para um tombeau de Haroldo de Campos, participation à l'anthologie d'essais (Ed. Perspectiva, São Paulo, 2005)
- 35 Segredos para chegar a Lugar Nenhum, participation à l'anthologie de nouvelles (Editora Bertrand Brasil, Rio de Janeiro, 2007)
- Le Surrealisme, avec J. Guinsburg. Anthologie d'essais, collection Stylus (Editora Perspectiva, São Paulo, 2008)
- Felícia Leirner. Textos Poéticos e Aforismos. Participation à l'anthologie d'essais critiques et biographiques (Editora Perspectiva, São Paulo, 2014).
- Direi Tudo e um Pouco Mais, Chroniques, collection Paralelos 34, 344 pages (Editora Perspectiva, São Paulo, 2017)
- Como Matei minha Mãe, Roman (Editora Iluminuras, São Paulo, 2022).

## Principaux catalogues
- I Triennal de l'Art Tissé Contemporain de São Paulo, Musée d'Art Moderne (MAM), São Paulo, 1976
- Fantastic Art in Latin America, Musée de Indianápolis, USA, 1983
- 3.4 Grands Formats, Centro Empresarial Rio, Rio de Janeiro, 1983
- Collaboration dans le catalogue de la collection du Musée d'Art Contemporain de l'Université de São Paulo, 1984
- Catalogues des 18a et 19a Biennales Internationales de Sao Paulo, 1985 e 1987
- Artur Barrio (en), Kate Art Gallery, São Paulo, 1989
- "Painterly/Pictorico" (Brazil Projects/90), commissariat de l'exposition à la Municipal Art Gallery de Los Angeles et au Musée d'Art de São Paulo (MASP), 1990
- O Pequeno Infinito e o Grande Circunscrito, commissariat de l'exposition à la Galeria Arco, São Paulo, 1990
- A Forma Selvagem, Marcia Grostein, commissariat de l'exposition au Musée d'Art de São Paulo (Masp), 1994
- "Los siete dias de la creacion", Marco Gianotti, commissariat de l'exposition à l'Institut de Cooperacion Iberoamericana, Buenos Aires, 1990
- Juan Miró, commémoration du premier centenaire de la naissance de l'artiste, UNESCO, 1993
- Ameriques Latines, art contemporain, Hôtel des Arts, exposition liée à la rétrospective "Art latinoaméricain" au Centre Pompidou pendant le 5e centenaire du "Rencontre des Deux Mondes", Paris, 1993
- Art Latinoaméricain (Art contemporain), Musée Ludwig, Taschen, Cologne, 1994.
- Anna Maria Maiolino, Dessins - Galerie Debret, Paris, 1995
- Iris Sara Schiller, CRÉDAC, Centre de Recherche, d'Échange et de Diffusion pour l'Art Contemporain, Ivry-sur-Seine, 1995
- Sculpture Brésilienne - Profil d'une identité, exposition au Centre Culturel BID Banque interaméricaine de Développement, Washington D.C. - EUA, 1997
- XXVI FIAC, (avec Christine Frérot) Paris, 1999
- Emaranhados, Anésia Pacheco Chaves, Pinacothèque de l'État de São Paulo, 2002
- Chemins du Contemporain 1952-2002, Paço Imperial, Rio de Janeiro, 2002.
- 2080, Musée d'Art Moderne de São Paulo (MAM), 2003.
- Onde está você, Geração 80?, CCBB (Centre Culturel de la Banque du Brésil), Rio de Janeiro, 2004
- Julio Le Parc, commissariat des expositions à la Biennale du Mercosul, Porto Alegre; Pinacothèque de l'État de São Paulo; Galerie Nara Roesler, São Paulo; Musée de Beaux-Arts, Buenos Aires et au Musée de Beaux-Arts, Mendoza.

## Collaborations
O Estado de S. Paulo, Caderno 2, Jornal da Tarde (pt), Guia das Artes, Módulo, Artworld/MundoArte (New York), Revista do Masp, Arcolatina (Madrid), Arte en Colombia, D'Ars (Italie), Bravo! (pt), República, Vogue Brésil, ADN (Portugal), Beaux Arts Magazine (France), Ars, Revista da Usp, Jornal de Resenhas (Folha de S.Paulo), webzine Erratica, revue littéraire Europe (France), Select magazine (Brésil).

## Décorations
- Chevalier de l'Ordre des Arts et des Lettres (1991)